# Protogryllus
Protogryllus es un género de insectos protortópteros pertenecientes a la familia Protogryllidae, y a la subfamilia Protogryllinae (Zeuner, 1937) que abarca 11 especies descritas cuyos restos fósiles se han hallado principalmente en el Jurásico de Inglaterra & Alemania, aunque algunas especies han sido descubiertas en el Cretáceo Inferior de Inglaterra y también el Triásico Superior de Sudáfrica. 
Se trataba en general, de especies en las que los machos tenían capacidades para emitir sonidos estridentes para atraer a las hembras, tal como sucede con los grillos actuales, aunque las dimensiones (tamaños) que alcanzaban eran casi el doble del grillo más grande existente hoy en día. Se desconocen más detalles de este género hasta el momento.
Las especies identificadas hasta el momento son 11:
- Protogryllus magnus: fósil de un macho hallado en el Jurásico Inferior de Dumbleton (Inglaterra).

- Protogryllus stormbergensis: fósil de un macho hallado en el Triásico Superior de Sudáfrica.

- Protogryllus acutipennis: fósil de un macho hallado en el Jurásico Inferior de Mecklenburg (Alemania)

- Protogryllus dobbertinensis: fósil de un macho hallado en el Jurásico Inferior de Mecklenburg (Alemania)

- Protogryllus femina: fósil de una hembra hallado en el Jurásico Inferior de Mecklenburg (Alemania)

- Protogryllus germanicus: fósil de una hembra hallado en el Jurásico Inferior de Mecklenburg (Alemania)

- Protogryllus grandis: fósil de hembra hallado en el Jurásico Inferior de Worcestershire, Gloucestershire y Warwickshire (Inglaterra)

- Protogryllus lakshmi: fósil de hembra hallado en el Jurásico Medio de Andhra Pradesh (India)

- Protogryllus minor: fósil de hembra hallado en el Jurásico Inferior de Brunswick (Alemania)

- Protogryllus parallelus: fósil de hembra hallado en el Jurásico Inferior de Warwickshire (Inglaterra)

- Protogryllus sedwicki: fósil de hembra hallado en el Cretáceo Inferior de Wiltshire (Inglaterra)